# Cueibet
Cueibet är ett län (county) i Sydsudan. Det ligger i delstaten Lakes, i den centrala delen av landet, 400 kilometer nordväst om huvudstaden Juba.